# 玄言詩
玄言詩（げんげんし）は、4世紀頃に中国の東晋で盛行した詩体。
魏の正始年間、老荘思想に基づく学問（玄学）やそれを主題と哲学談義（清談）が、何晏らにより始められ、魏晋交替期の竹林の七賢の時代、続く東晋時代にかけて貴族社会全体で広く流行した。こうした風潮は詩歌にまで影響を及ぼし、東晋時代には、社会や身近な生活などの個別的・具体的な様相に関心を示すのを避け、観念的な玄学の哲理を説くことを主題とする「玄言詩」が登場し、東晋の詩風の主流を占めることになる。
南朝梁の鍾嶸『詩品』では、玄言詩の代表的詩人として、孫綽・許詢・桓温・庾亮らの名前をあげている。中でも孫綽・許詢はその双璧とされ、世に「孫許」と併称された。しかし玄言詩は、鍾嶸に「理其の辞に過ぎ、淡乎として味寡（すくな）し」「皆な平典にして道徳論に似たり」と酷評されるように、抽象的な観念論に傾斜した結果、詩としての力強さや抒情性を失い、類型化の道をたどることになる。こうした反省から、東晋後期には、謝混が具体的な山水風景の美をうたう山水詩を創始し、続く南朝宋の謝霊運の時代に全盛期を迎えることになる。また同時期、陶淵明が郷里の生活を主題とする田園詩を作るようになる。こうした新たな詩風が活況を呈するに及んで、玄言詩はしだいに衰退していった。

## 関連書
- 松浦友久編『漢詩の事典』（大修館書店、1999年）
- 興膳宏訳注『詩品』（朝日新聞社〈中国文明選.13『文学論集』〉所収、1972年）